# Митчисон, Эврион
Николас Эврион «Эв» Митчисон (Nicholas Avrion «Av» Mitchison, род. 5 мая 1928, Лондон) — британский зоолог и иммунолог. 
Эмерит-профессор Университетского колледжа Лондона, член Лондонского королевского общества (с 1967) и иностранный член Национальной академии наук США (1990).

## Биография
Сын Ричарда, впоследствии барона, и Наоми Митчисонов, мать его приходится сестрой Дж. Б. С. Холдейну. Сам женат с 1957 года, пятеро детей.
Степень доктора философии получил в Нью-колледже Оксфорда (научный руководитель Нобелевский лауреат Питер Медавар).
В 1956—62 гг. преподаватель зоологии Эдинбургского университета.
В 1962—71 гг. глава отдела экспериментальной биологии Национального института медицинских исследований в Мил Хил.
В 1970—89 гг. именной профессор зоологии и сравнительной анатомии Университетского колледжа Лондона, сменив в этой должности своего учителя П. Медавара.
В 1990—1996 гг. научный директор Берлинского исследовательского центра ревматизма.
С 1996 г. старший член кафедры иммунологии Университетского колледжа Лондона.
В 1989—1992 гг. президент Зоологического общества Лондона.
Один из основателей Британского общества иммунологии (British Society for Immunology) и его почётный член.
Почётный член Скандинавского общества иммунологии (Scandinavian Society of Immunology) (1969).
Член Американской академии искусств и наук (1987) и Европейской академии (1990), иностранный член Индийской национальной академии наук (1990) и Польской академии знаний (1991).
Отмечен Paul Ehrlich and Ludwig Darmstaedter Prize (1975), Sandoz Prize in Basic Immunology (1995), Золотой медалью им. Роберта Коха (2001).
Почётный доктор медицины Эдинбургского университета. Почётный доктор Института Вейцмана.